# 2083 Смітер
2083 Смітер (2083 Smither) — астероїд головного поясу, відкритий 29 листопада 1973 року.
Тіссеранів параметр щодо Юпітера — 3,916.